# Georges Nicolas
Georges Nicolas, né le 31 mai 1932 à Radès, est un géographe, historien et épistémologue , professeur honoraire à l'Université de Lausanne.

## Jalons biographiques
Docteur ès sciences politiques (Suisse, Université de Lausanne, 1974 : Atlas statistique agricole vaudois, 1806-1965, 192 p., 130 cartes), docteur ès lettres (France, Université Paris 1, 1978 : L'axiomatisation de la géographie : préliminaires à une histoire de l'espace rural vaudois, Atelier national des thèses, Lille III, 1983). Président de la Société scientifique Eratosthène (Lausanne, Suisse) depuis 1984.
Il a été géographe professionnel dans l'industrie privée et les services publics suisses, professeur de géographie titulaire à l'Université Centrale du Venezuela et à l'Université de Lausanne (professeur honoraire dès 1997), et professeur invité dans diverses universités d'Europe, du Japon, d'Argentine et de Russie. Il a dirigé plusieurs programmes subventionnés par le Fonds national suisse de la recherche scientifique en géographie historique, géopolitique et épistémologie.
Il mène actuellement des recherches sur l’histoire et la géographie des espaces vaudois du Moyen Âge au XXe siècle, sur l’épistémologie de la géographie (logique Tout-Partie, lieux-objets), sur le modèle christallérien, enfin sur les centralités-décentralités.

## Repères bibliographiques
- Essai de monographie comparée de deux villages du canton de Vaud : Oppens et Orzens, GRA, Fonds national suisse de la recherche scientifique, Ganguin et Laubscher, Montreux, 1965.

- Atlas statistique agricole vaudois, 1806-1965, Lausanne, 1974 (Cahier de l'aménagement régional)

- L'Espace originel, Berne, 1984, (Ératosthène) ; El espacio de los geógrafos, Caracas, 1991.

- Série Ératosthène - Méridien : 
  - Paul Vidal de la Blache, Géographie et politique, avec Catherine Guanzini, Lausanne, 1987.
  - Halford John Mackinder, Géographie et politique, avec Catherine Guanzini, Lausanne, 1988, 82 p.
  - Shiga Shigetaka, Géographie et politique, avec Hideki Nozawa, Lausanne, 1993.

- Série Ératosthène - Sphragide : 
  - Le monde vu par le président Saddam Hussein et l’Imam Rouhollah Khomeini : géopolitique des idéologies adverses, avec Olivier Paillet, Lausanne, 1991.
  - Géovision allemande des Europes, avec Anne-Christine Wanders (membre de la Commission économique pour l'Europe) et Geoffrey Parker, Lausanne, 1995.
  - Pour un langage géographique, avec Anne-Christine Wanders, Geoffrey Parker et Laurence Peer, Brouillon Dupont 20, Lausanne et Avignon 1996.

- Géographie(s) et langages(s), éditeur responsable, Actes du colloque IUKB et IRI 1997, Sion, 1999.

- STENE, Erato (auteur collectif : Ferrier, Jean-Paul, Hubert, Jean-Paul et Nicolas, Georges), Alter-géographies. Fiches disputables de géographie, Aix-en-Provence, 2005.